# Tetralonia wickwari
Tetralonia wickwari är en biart som först beskrevs av Charles Thomas Bingham 1908.  Tetralonia wickwari ingår i släktet Tetralonia och familjen långtungebin. Inga underarter finns listade i Catalogue of Life.